# 高橋宏志
高橋 宏志 (たかはし ひろし、1947年 - ) は、日本の法学者。専門は民事訴訟法。東京大学名誉教授 (2009年 - )。東京大学副学長 (2007 - 2009年)。東京大学大学院法学政治学研究科、および中央大学大学院法務研究科での教職のかたわら、法務省が主幹する法制審議会にて会長職 (2015 - 2017年) なども務めた。また、法務省司法試験委員会にて委員長を務めていた2006年当時に発表した論考は、のちに通称「成仏理論」（後述）として知られるようになる。弁護士 (2009 - 2017年登録) 。

## 法学者として
1947年、神奈川県にて誕生した高橋は東京大学法学部第1類（私法コース）に進み、1971年 (昭和46年) に卒業。同大学には当時、民事訴訟法を専門とする新堂幸司がおり、その元で高橋は助手を務めた。のちに同大学助教授を経て、1985年に教授となる。2009年3月には定年前退職して東京大学名誉教授となり、翌4月からは中央大学法務研究科に遷って教授を務め、2018年3月まで在籍した。民事訴訟法を専門として数々の著述を行ったほか、日本民事訴訟法学会では1998年より理事を務めた。高橋の講義を受けた学生からは、「カオスに陥る」と告白された逸話を自ら告白している。

## 司法制度改革と成仏理論
「成仏」と題した高橋の論考が2006年4月号『法学教室』(有斐閣から出版されている法律専門誌) の巻頭言を飾ると、その内容は「成仏理論」と後に通称され、司法関係者や広く士業・専門職の間で知られるようになった。
この発言の背景には、遡ること7年前の1999年より検討開始となった司法制度改革がある。当改革の一環で、日本にも法科大学院 (ロースクール) が2004年より制度運用開始され、法曹人口 (特に弁護士人口) の増加が見込まれたことから、新人法律家の一定数は食うに困る者も出るであろうとの悲観的な見通しがあった。このような情勢を踏まえて高橋は、金銭面を超えて法律家を目指す大義を問う論考を投じたのであった。
しかし、成仏理論は主に2つの観点から批判を受けた。第一に、司法制度改革によって弁護士有資格者は増加したものの、弁護士業の市場のパイがそれに比例して拡大しなかったことから、上述の悲観論が現実となった。また第二に、高橋本人は論考を発表した2006年当時、東京大学の教授職という安定した地位にあったことから、食うに困る当事者の心情への配慮に欠くとの意見である。なお、成仏理論発表の5年前には、同じく『法学教室』誌面上で「私はお金が大好きである」との高橋の発言も見られる。

## 略年表
- 1947年 - 神奈川県に生まれる[1]
- 1966年 - 神奈川県立湘南高等学校卒業[要出典]
- 1971年 - 東京大学法学部第1類（私法コース）卒業[10][2]
- 1971年 - 東京大学法学部助手[2]
- 1974年 - 東京大学法学部助教授[2]
- 1985年 - 東京大学法学部教授[2]
- 1991年 - 東京大学大学院法学政治学研究科教授[2]
- 2004年 - 東京大学大学院法学政治学研究科長・法学部長 (2007年まで)[2]
- 2004年 - 司法試験委員会委員 (2006年より委員長、2011年まで)[2]
- 2007年 - 国立大学法人東京大学理事・副学長 (2009年まで)[2]
- 2009年3月 - 東京大学を定年前退職、東京大学名誉教授[12]
- 2009年4月 - 中央大学大学院法務研究科教授 (2018年3月まで)[12][2]
- 2009年 - 弁護士登録 (第二東京弁護士会、2017年まで)[2]
- 2009年7月 - 森・濱田松本法律事務所客員弁護士[12]
- 2018年4月 - 渥美坂井法律事務所・外国法共同事業顧問 (弁護士登録なし) [17][2]

## 著書
- 『新民事訴訟法論考』（信山社、1998年）
- 『重点講義民事訴訟法（上）』（有斐閣、第2版補訂版、2013年）
- 『重点講義民事訴訟法（下）』（有斐閣、第2版補訂版、2014年）
- 『民事訴訟法概論』（有斐閣、2016年）

## 論文
- 「必要的共同訴訟論の試み」（『法学協会雑誌』92巻5号、6号、10号、1975年）
- 「米国ディスカバリー法序説」（『法協百周年記念論文集』第3巻、1983年）
- 「確定判決後の追加請求」（中野貞一郎先生古稀祝賀『判例民事訴訟法の理論（上）』、1995年）